# Luiz Dumont
Dr. Luiz Dumont (Santa Luzia, 16 de maio de 1869 - São Paulo, 15 de outubro de 1930) foi um engenheiro brasileiro.
o pai para Ribeirão Preto, passou o Dr. Luiz Santos Dumont a maior parte de sua vida no estado de São Paulo. Estudou preparatórias no colégio "Culto às Ciências", em Campinas, posteriormente, no colégio "Moretzsolm", na cidade de São Paulo.
Terminados os seus estudos de humanidades, matriculou-se na Escola Politécnica do Rio de Janeiro, onde recebeu o diploma de engenheiro civil, no ano de 1893. Entretanto, o gosto pela agricultura, adquirido no convívio da família, em sua mocidade, falou mais alto.
Aproveitando-se da oportunidade de ter recebido um quinhão de terra de uma senhora afixionada de D. Pedro II, como recompensa por seu trabalho como engenheiro ao proceder de seu pai, na formação de grandes lavouras, que foram a Companhia Dumont, hoje distrito de Dumont, em Ribeirão Preto e Fazenda Santa Sofia.
Moço ainda, cheio de coragem e entusiasmo, desbravou os sertões de Ribeirãozinho, antigo nome de Taquaritinga nos últimos anos do século XIX, no tempo em que a estrada de ferro só chegava a Jaboticabal.
Foi a custo de penosos sacrifícios e de lutas persistentes que conseguiu vencer todas as dificuldades e formar a maior propriedade agrícola do município de Santa Adélia. Levando avante tal empreendimento, foi um dos primeiros na abertura da grande zona cafeeira araraquarense. A par dessa atividade, lutador infatigável, contribuiu o Dr. Luiz Dumont com o seu esforço e capital, para outras inúmeras iniciativas, nos ramos da engenharia ferroviária, de agricultura e da indústria. Era ele um dos diretores da Estrada de Ferro Araraquarense, quando em junho de 1912 essa importante ferrovia estendia seus trilhos de Ribeirãozinho a São José do Rio Preto, passando por Santa Adélia.
Pertencendo a uma das mais ilustres famílias brasileiras, foi o Dr. Luiz Santos Dumont uma personalidade relevante em nosso meio social, no qual ocupou sempre posição de distinção pelas elevadas qualidades de caráter.
Um de seus irmãos é Alberto Santos Dumont, o considerado "Pai da Aviação".